# Taihangshan

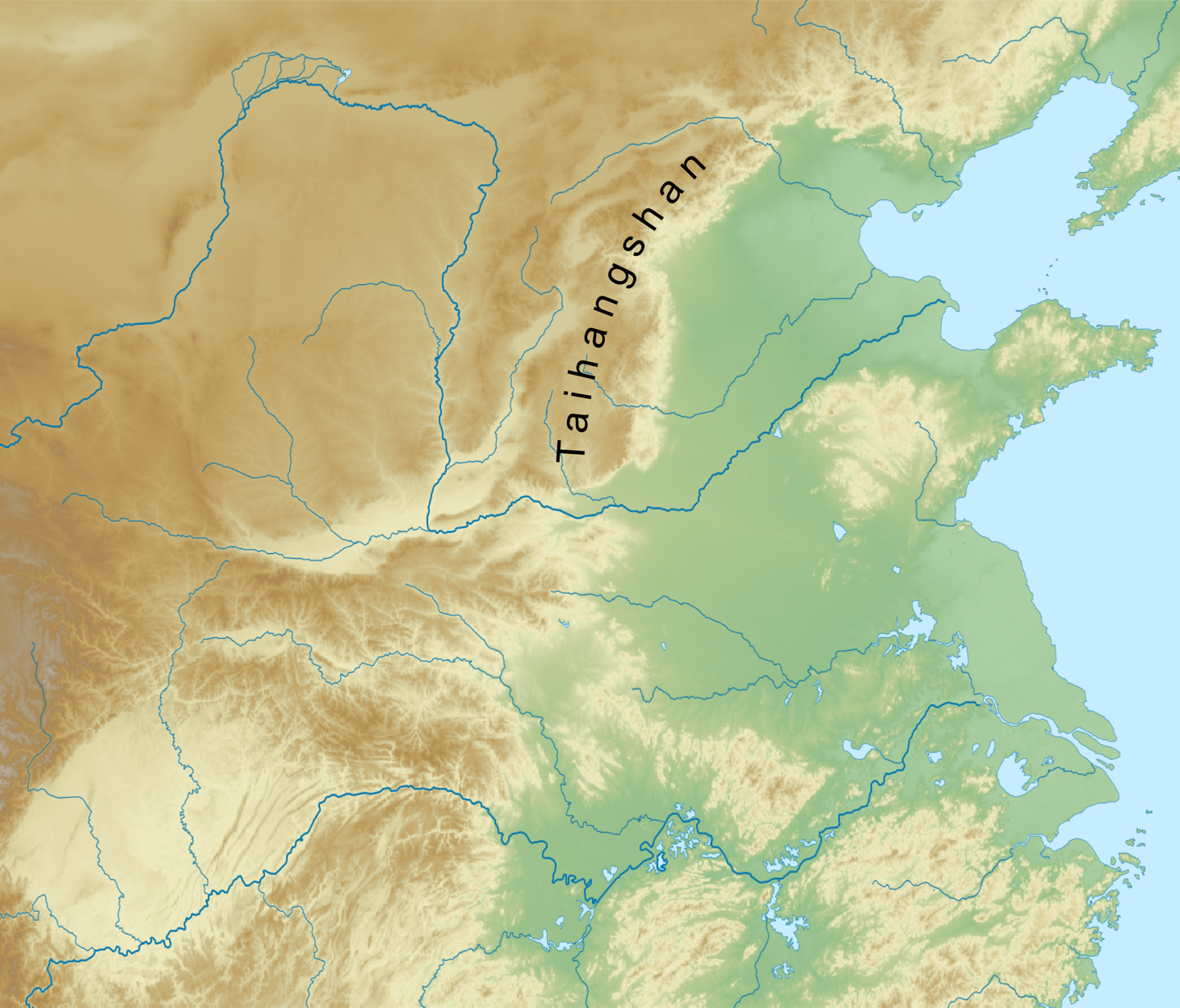
Lage des Taihangshan in Nordchina

Der Taihangshan (chinesisch 太行山, Pinyin Tàiháng Shān), oder das Taihang-Gebirge ist ein Gebirge in den nordchinesischen Provinzen Shanxi und Hebei.
Das Gebirge erstreckt sich vom Tal des Flusses Juma He (拒马河) der Hebei- bzw. Haihe-Tiefebene (d. h. ab dem Pekinger Stadtbezirk Fangshan) im Nordosten bis zur Shanxi-Hochebene im Südwesten. Die meisten Berge sind zwischen 1500 und 2000 Metern hoch. Der Hauptgipfel Xiaowutai (小五台山,⊙) hat eine Höhe von 2882 m.
Das Gebiet ist reich an Kohle.
Durch ihre Lage westlich beziehungsweise östlich des Taihang Shan haben die Provinzen Shanxi („westlich der Berge“) und Shandong („östlich der Berge“) ihre Namen erhalten.
Das Gebirge wird von dem im Jahr 2009 eröffneten Taihangshan-Tunnel unterquert, der mit 27,8 Kilometern Länge einer der längsten Eisenbahntunnels in China ist.